# Стенфордська філософська енциклопедія
Стенфордська філософська енциклопедія, СФЕ (англ. Stanford Encyclopedia of Philosophy, SEP) — інтернет-енциклопедія з філософії, що має вільний доступ для читачів, підтримувана й надається Стенфордським університетом. Кожна стаття написана і підтримується експертом у предметній області, включаючи професорів із 65 академічних інститутів у всьому світі. Крім онлайнового статусу (онлайн-енциклопедії), ця енциклопедія підтримує традиційний академічний підхід, який використовується в більшості енциклопедій та в академічних журналах, досягаючи якості за рахунок використання авторів-фахівців і ретельної перевірки статей компетентною редакційною радою.
Енциклопедія була створена в 1995 році Едвардом М. Залта з метою надання динамічної енциклопедії, оновлюваної регулярно, і таким чином не застаріваючої аналогічно надрукованим на папері енциклопедіям. Положення про енциклопедії дозволяє наявність конкуруючих статей з одної теми, допускаючи відображення суперечливих поглядів у властивій для вчених манері.
За кількома параметрами, таким як індекс цитування, зазначена енциклопедія є найбільш успішним та авторитетним ресурсом з філософії.